# Opera Southwest

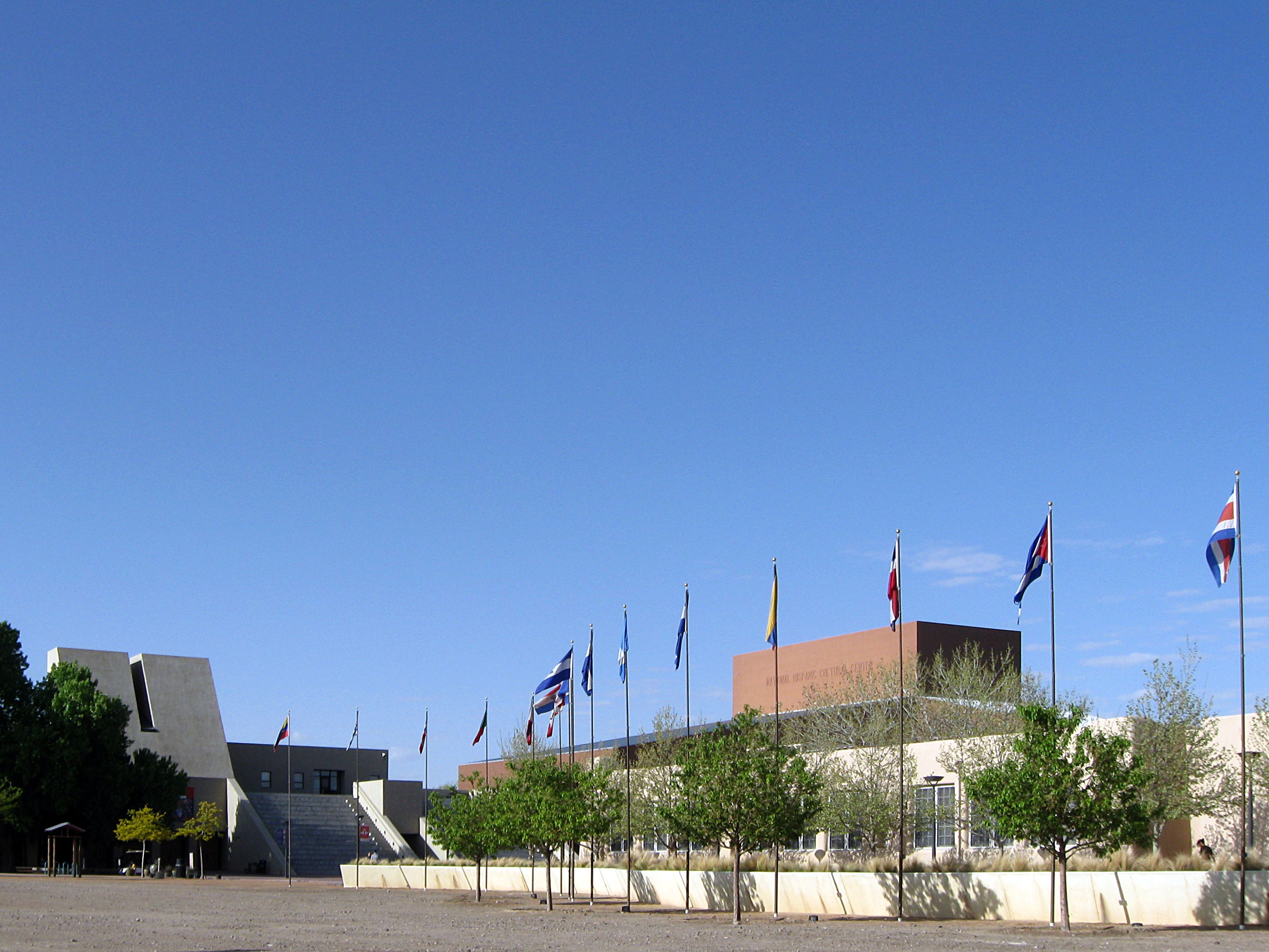
Das National Hispanic Cultural Center in Albuquerque, Spielstätte der Opera Southwest seit der Spielzeit 2011/12

Die Opera Southwest, früher: Albuquerque Opera Theatre, ist ein Opernhaus in Albuquerque, New Mexico, gegründet 1972. Neben klassischem Opernrepertoire bringt die Institution zahlreiche neue Opern von Komponisten aus New Mexico zur Uraufführung und hat 2014 weltweites Aufmerksamkeit mit der Wiederentdeckung der 143 Jahre verschollenen Oper Amleto von Arrigo Boito und Franco Faccio erreicht.
Künstlerische Leiter der Oper sind der Dirigent Anthony Barrese und der Regisseur David Bartholomew.

## Geschichte
Das Albuquerque Opera Theatre wurde von einer Gruppe von Musikliebhabern gegründet, darunter Edward T. Peter, der Dirigent Kurt Frederick und James Blatcher, ein früherer Tenor und späterer Chorleiter. Frederick war der erste Musikdirektor der neuen Oper, Blatcher übernahm diese Funktion in den Jahren 1979 bis 1987 und nochmals Mitte der 1990er Jahre. Erste Produktion des neuen Opernhauses war Mozarts Così fan tutte im Januar 1973 in der Popejoy Hall der University of New Mexico.

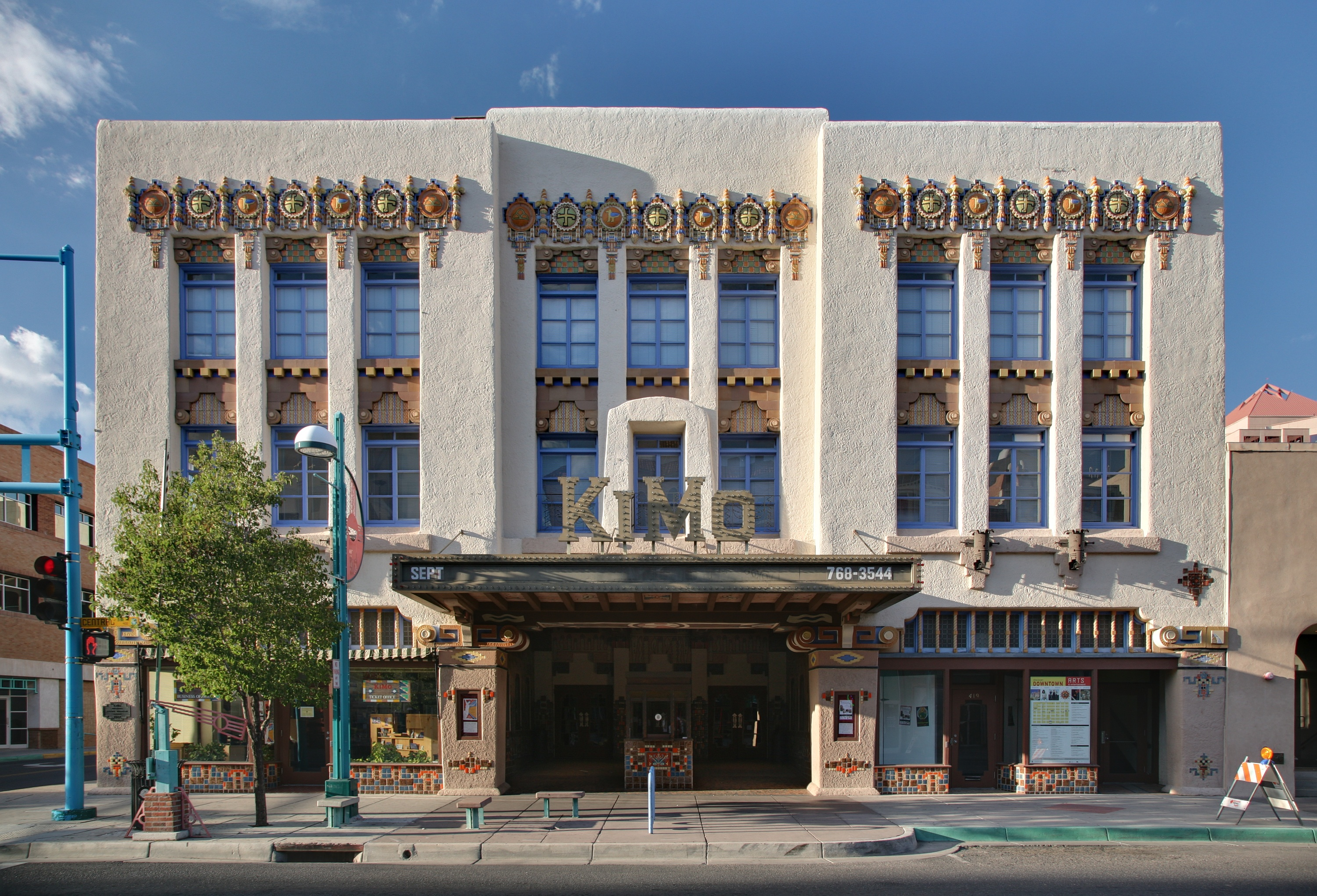
Das KiMo in Albuquerque, lange Jahre Spielstätte der Opera Southwest

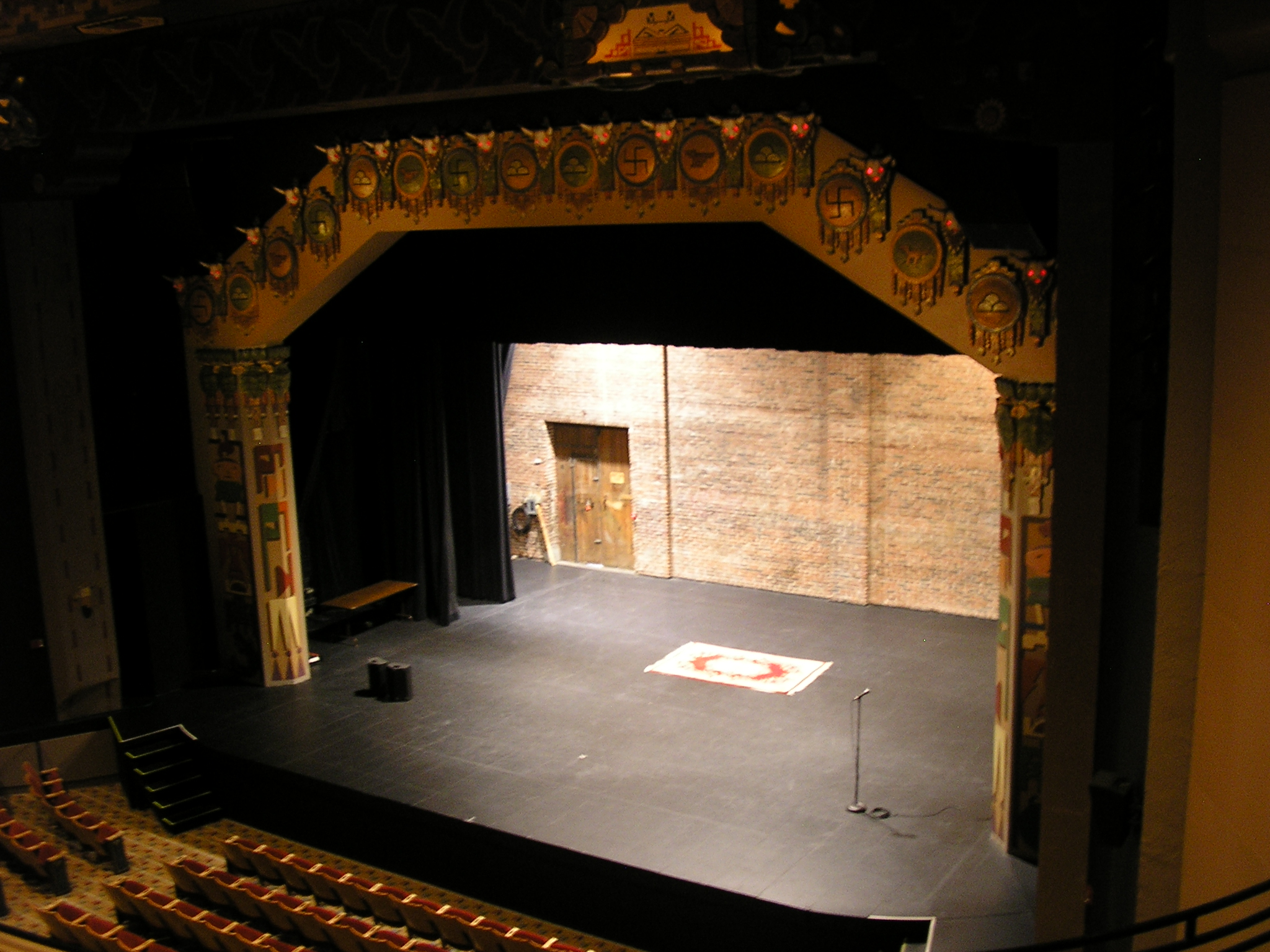
Die Bühne des KiMo Theaters

Die Oper produziert zwei bis drei Neuinszenierungen pro Spielzeit, die vom Herbst bis in den Frühling dauert. Damit ergeben sich keine Überschneidungen mit der Santa Fe Opera, die ihre Open-Air-Opernsaison traditionell von Ende Juni bis Ende August durchführt. Die beiden Städte liegen nur rund hundert  Kilometer voneinander entfernt. Ab den frühen 1980er Jahren spielte die Opernkompagnie im damals frisch renovierten KiMo Theater, ursprünglich ein Kino, errichtet 1927 von den Architekten Carl Boller & Robert Böller, eines der letzten und am besten erhaltenen Pueblo-Deco-Theater in den USA, welches allerdings weder über Seitenbühne noch Schnürboden verfügte. 2009 erhielt Opera Southwest den Albuquerque Arts Alliance Bravo Award und präsentierte als eine seiner letzten Produktionen im KiMo Donizettis Lucia di Lammermoor mit Jane Reddinggave in der Titelrolle. Seit der Spielzeit finden die Vorstellungen im Albuquerque Journal Theatre statt, dem größten der drei Theatersäle im National Hispanic Cultural Center.
Bis 2016 hat die Opera Southwest 121 Opern herausgebracht, darunter 23 Uraufführungen, einige davon speziell für Kinder und Jugendliche in einer eigenen Schiene Kinderoper. Der US-amerikanische Komponist und Dirigent Anthony Barrese kam im Jahr 2007 als Musikdirektor an die Opera Southwest und wurde 2011 zum Künstlerischen Leiter und Chefdirigenten ernannt. Barrese war verantwortlich für die Wiederentdeckung von Franco Faccios Hamlet-Vertonung Amleto aus dem Jahr 1865. Er rekonstruierte die Partitur und dirigierte die Oper im Jahr 2014 konzertant in Baltimore (Maryland) und szenisch an der Opera Southwest. Regie führte David Bartholomew. Barrese ermöglichte somit auch die erfolgreiche Aufführung der Bregenzer Festspiele 2016, dirigiert von Paolo Carignani und inszeniert von Olivier Tambosi. Mit dieser Wiederentdeckung nach 143 Jahren, einer Amerikanischen Erstaufführung, errang die Opera Southwest weltweite Aufmerksamkeit und Anerkennung in der Opernbranche.

## Repertoire
Der Schwerpunkt des Opera South Repertoires liegt auf Mozart, Belcanto, Verdi und Verismo. Die Opernkompagnie spielt von Mozart die drei Da-Ponte-Opern und die Zauberflöte und von Verdi die klassischen Top-10-Opern, Il trovatore, La traviata, Rigoletto, Un ballo in maschera, Aida und Falstaff. Ein besonders beliebter Komponist in Albuquerque ist Gioachino Rossini, dessen komische Opern das Repertoire dominieren. Von Puccini zeigte man an der Opera South mehrfach Madama Butterfly, La Bohème, Tosca und das Trittico, sowie einmal – in der Spielzeit 1997/98 – die tragische Turandot. Auch die populären Werke Carmen, Hoffmanns Erzählungen, Die Fledermaus und Die lustige Witwe wurden aufgeführt.
Parallel dazu bemüht sich die Opera Southwest, ihrem Publikum auch sperrige Opern und selten gespielte Werke nahe zu bringen, sei es aus der Frühzeit der Oper Claudio Monteverdis L’incoronazione di Poppea aus dem Jahr 1642 oder Giovanni Bononcinis Polifemo aus dem Jahr 1702, weiters Werke aus dem Hochbarock von Georg Friedrich Händel oder Opern des 20. Jahrhunderts von Gian Carlo Menotti und Henry Mollicone. Auch die Wiederentdeckung von Faccios oben beschriebenem Amleto fand die Zustimmung des örtlichen Publikums. Neben den Meisterwerken der Wiener Operette präsentierte die Opera Southwest im Jahr 1993 auch ein Zarzuela Double Bill bestehend aus Ruperto Chapís La revoltosa und  Tomás Bretóns La verbena de la paloma. Cross-over-Projekte, wie Jazz goes to the Opera, und das populäre Silvesterkonzert New Year’s Eve with the Opera runden das ambitionierte Programm ab.
Als die Opernkompagnie im Jahr 2012 Rossinis selten gespielten Otello in Albuquerque vorstellte, zeigte sie am Abend der Premiere beide Schlussversionen, die klassische tragische und die Happyend-Variante. Bei der zweiten und der dritten Vorstellung konnte das Publikum darüber abstimmen, welche Variante gezeigt werden solle.

## Uraufführungen
Die Opera Southwest bringt weiters regelmäßig neue Opern heraus, die meisten von Komponisten, die in New Mexico beheimatet sind:
| - James (Santa Fe) Galloway - Pastoral (1988) - A Solid House (1998) - Rococo Confessional (1999) - Mirage (2003) |  | - Alan Stringer - Coyote's Music (1994) - Miraculous Staircase (1996) - A Sunny Morning (1998) - A Circle of Love (2004) |  | - Robert Tate - A Closed Case (1998) |

Ethan Greenes A Way Home, uraufgeführt 2010 in Houston, erlebte 2012 an der Opera Southwest die Erstaufführung der überarbeiteten und orchestrierten Version. Es handelte sich um eine einstündige Familienoper.
Für 2017 ist als neues Werk Bless Me, Ultima angekündigt eine Oper von Hector Armienta beruhend auf der gleichnamigen Novelle von Rudolfo Anaya. Der Kompositionsauftrag wurde gemeinsam von Opera Southwest, dem National Hispanic Cultural Center in Albuquerque und der Opera Cultura in Kalifornien erteilt.

## Outreach Programme
Albuquerque hat seine Bevölkerungszahl seit den 1970er Jahren, den Jahren der Gründung der Opera Southwest, glatt verdoppelt, die Metropolregion stellte in den letzten Jahrzehnten des 20. Jahrhunderts eine der am schnellsten wachsenden urbanen Regionen der Welt dar. Dieses Wachstum ist im 21. Jahrhundert dramatisch eingebrochen. Die Opera Southwest positioniert sich als Argument für die Ansiedlung neuer Unternehmen in New Mexico, da diese stets auch ein kulturell interessantes Ambiente bei ihrer Standortwahl berücksichtigen. Die Kompagnie betont in ihrer Selbstdarstellung auch ihr Bekenntnis zur Diversität.
Die Outreach Programme der Opera Southwest beziehen sich insbesondere auf die jüngeren Generationen, denen sie Opernerlebnisse ohne und mit minimalen Kosten eröffnen möchten. Die meisten der Uraufführungen sind Kinder- und Familienopern gewidmet, die Verständnis und Begeisterung für die komplexe Kunstform Oper wecken und neues Publikum in späteren Jahren gewinnen wollen.

## Auszeichnungen
- 2009: Albuquerque Arts Alliance Bravo Award
- 2015: International Opera Awards, Nominierung für beste Wiederentdeckung (Faccios Hamlet)